# SS-Sturmscharführer
SS-Sturmscharführer fue un rango militar nacionalsocialista utilizado por las Schutzstaffel (SS) entre los años 1934 y 1945 para Suboficiales. Es el más alto de alistados de las SS. Sería el equivalente a suboficial mayor o sargento mayor de otras organizaciones militares, esto dependiendo del país en cuestión.
El rango de SS-Sturmscharführer fue creado en junio de 1934, después de la Noche de los Cuchillos Largos. Tras una reorganización de las SS, el SS-Sturmscharführer el soldado raso de más alto rango de la SS-Verfügungstruppe, en sustitución del grado de Haupttruppführer de la antigua Sturmabteilung (SA).
Insignias del rango SS-Sturmscharführer de las Waffen-SS

Emblema de cuello para un SS-Sturmscharführer.

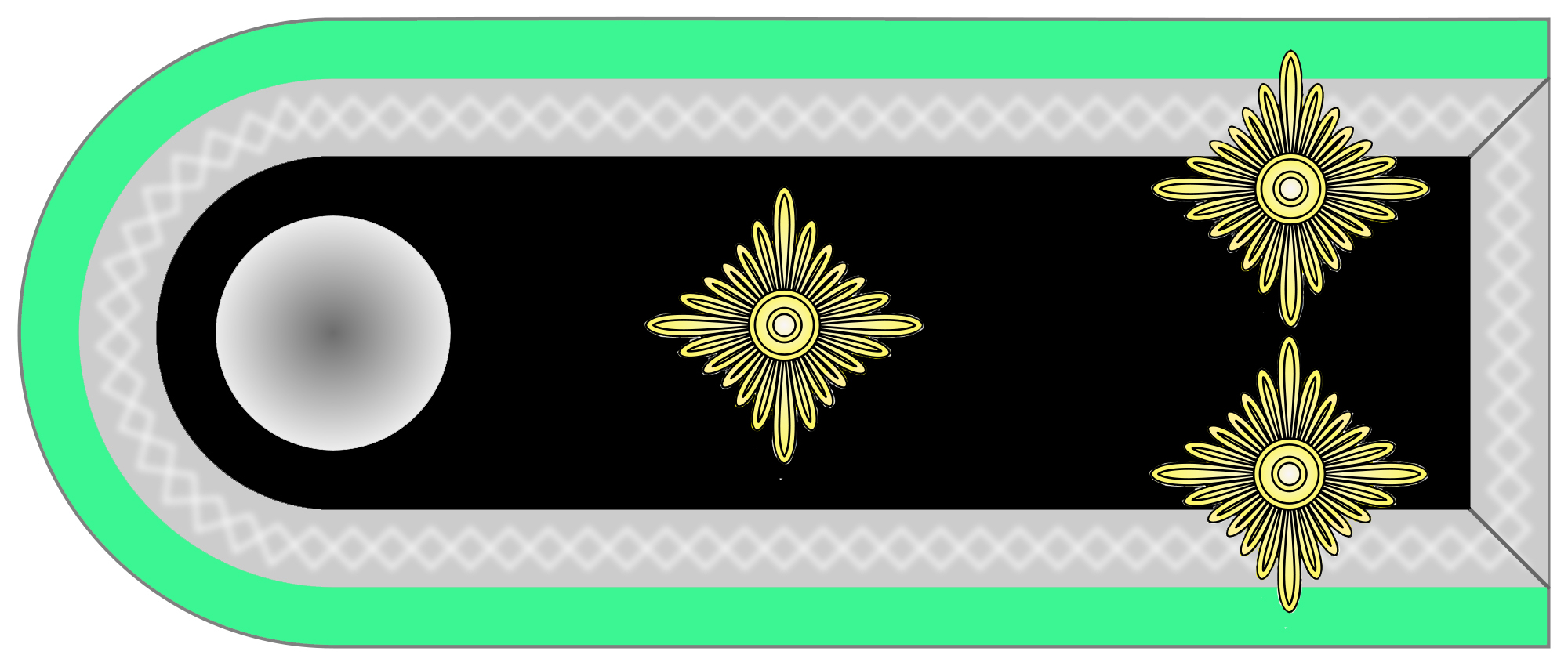
Galón de SS-Sturmscharführer.

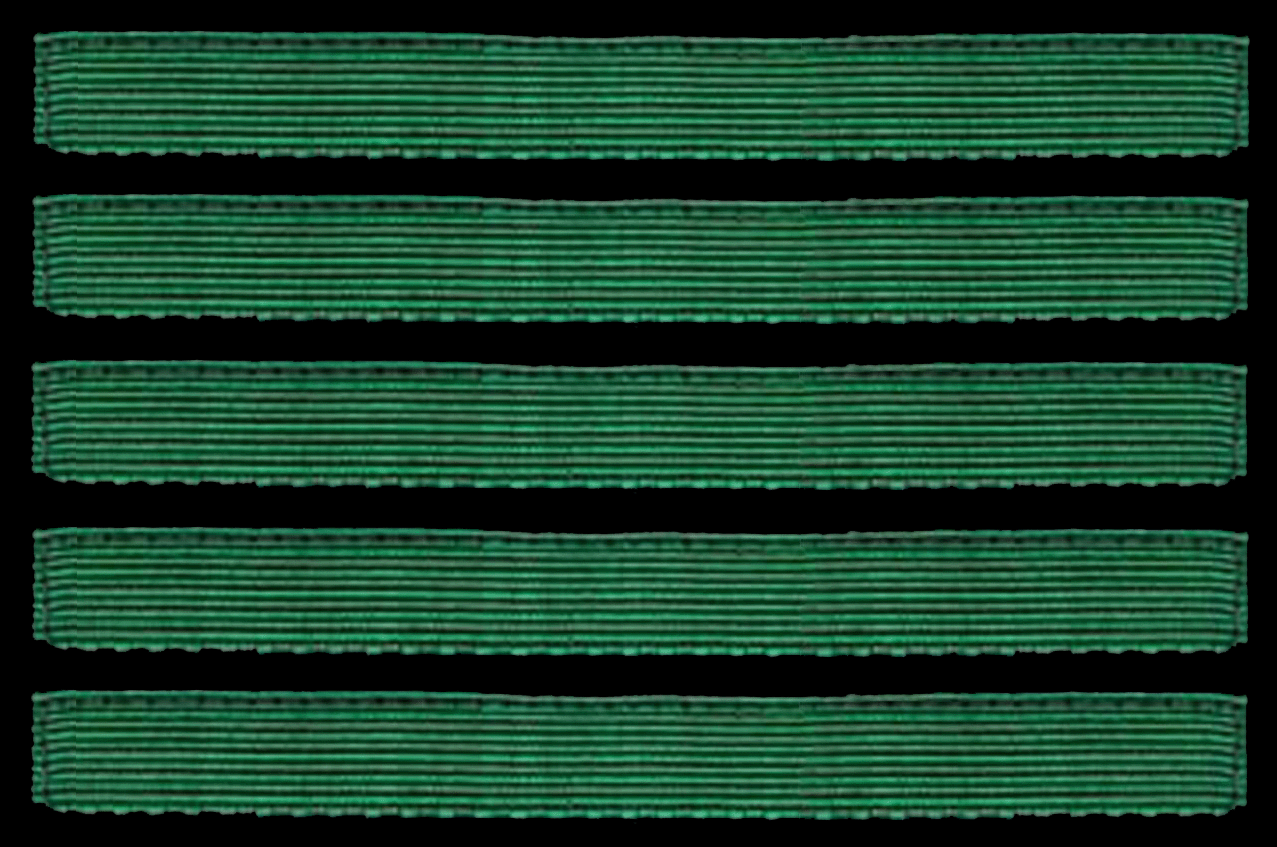
Manga (Parka).

- Datos: Q119263
- Multimedia: SS-Sturmscharführer / Q119263